# Контесса-Энтеллина
Контесса-Энтеллина (итал. Contessa Entellina, алб. Kundisa) — арберешская коммуна в Италии, располагается в регионе Сицилия, подчиняется административному центру Палермо.
Население составляет 1981 человек, плотность населения составляет 15 чел./км². Занимает площадь 136 км². Почтовый индекс — 90030. Телефонный код — 091.
Покровителем населённого пункта считается святитель Николай, Мирликийский Чудотворец. Праздник ежегодно празднуется 6 декабря.